# Movilița (Ialomița)
Pour les articles homonymes, voir Movilița.
Movilița est une commune de Roumanie située dans le județ de Ialomița. Elle est composée de trois villages : Movilița, Roșiori et Bitina (situés respectivement à 5 km et 2 km du village principal).
La commune se trouve à 42 km au nord-est de Bucarest.

## Démographie
Lors du recensement de 2011, 92,5 % de la population se déclarent roumains et 3,1 % comme roms (4,2 % ne déclarent pas d'appartenance ethnique).

## Politique
| Parti | Parti                                      | Sièges |
| ----- | ------------------------------------------ | ------ |
|       | Parti national libéral (PNL)               | 5      |
|       | Parti social-démocrate (PSD)               | 5      |
|       | Alliance des libéraux et démocrates (ALDE) | 1      |